# ايزومي ياماغوتشي
ايزومي ياماغوتشي (باليابانية: 山口いづみ؛ بالكانا: やまぐち) هي مؤدية صوت وممثلة يابانية، ولدت في 3 أكتوبر 1954 في شيبويا في اليابان.

## وصلات خارجية
- ايزومي ياماغوتشي على موقع IMDb (الإنجليزية)
- ايزومي ياماغوتشي على موقع ميوزك برينز (الإنجليزية)